# Henri Larriere
 Henri Larriere (Erquy, Côtes-d'Armor, 1 de junio de 1935-Montlhéry, 26 de enero de 2024) fue un escultor francés.

## Biografía
El artista se inició en el dibujo y la pintura para llegar a la escultura. En sus primeras esculturas, constituidas por bloques de madera; estructuras organizadas, se caracterizaron por su volumen y peso.
Con el tiempo, Henri Larriere evolucionó con obras en metal, más finas y ligeras.

## Exposiciones individuales recientes
- 1995 -Galería Claude Samuel, París.
- 1997 -Galería du Dourven, Locquémeau, Côtes d’Armor.
- 1998 -Galería Claude Samuel, París.
- 2000 -Espacio de Arte Contemporáneo Camille Lambert, Juvisy, Essonne. Galería Claude Samuel, París.
- 2003 -Galería Batut d’Haussy, París.
- 2004 -Galería Batut d’Haussy, París.